# 마법에 빠졌어요
《마법에 빠졌어요》(프랑스어: Chambre 212)는 2019년 개봉한 프랑스의 코미디 영화로, 크리스토프 오노레 감독이 연출했다. 한 여성이 외도가 들통난 직후 20년 전의 남편을 만나 추궁당하게 되면서 벌어지는 소동을 그렸다. 키아라 마스트로이안니, 뱅상 라코스트, 카미유 코탱, 뱅자맹 비올레가 출연했다. 2019년 칸 영화제 주목할 만한 시선에 초청되었고 주연 키아라 마스트로이안니가 여우주연상을 받았다. 대한민국에는 2019년 부산국제영화제에서 상영되었고, 이후 왓챠를 통해 공개되었다.

## 줄거리
마리아는 대학교 법학 강사로, 남편 리처드와 결혼 20년 차이다. 그녀는 그동안 젊은 남자들과 바람을 피웠던 사실을 고백한 후, 파리의 아파트를 나와 길 건너 호텔에서 하룻밤을 보내기로 한다. 호텔 방에서 마리아는 젊은 시절의 리처드를 비롯해 과거의 연인들을 만나게 된다. 영화는 마리아가 과거의 관계들을 되돌아보며 자신을 성찰하는 과정을 판타지적인 설정을 통해 보여준다.

## 출연진
- 키아라 마스트로이안니 - 마리아 모르트마르
- 뱅상 라코스트 - 리샤르 와리메(20세)
- 뱅자맹 비올레 - 리샤르 와리메(40세)
- 카미유 코탱 - 이렌 아프네르(40세)
- 카롤 부케 - 이렌 아프네르(60세)
- 마리크리스틴 아당 - 마리아의 엄마